# 上原秀樹
上原 秀樹（うえはら ひでき、1953年 - ）は、日本の小説家、漫画原作者（別名）、フリーライター（別名）。

## 略歴
立教大学独文科卒業。1986年、「修理屋一平」（少年マガジン掲載）で漫画原作賞。1989年、「走る男」が第32回群像新人文学賞の優秀作に選ばれる。